# Tine Tammes
Jantina (Tine)  Tammes (Groningen, 23 juni 1871 - Groningen, 20 september 1947) was een Nederlands botanica en de eerste Nederlandse hoogleraar in de genetica.

## Levensloop
Jantina Tammes was de dochter van cacaofabrikant Berend Tammes en Swaantje Pot. Zij had een zuster en vier broers, waaronder Gerard Tammes, de vader van dichter en jurist Arnold Tammes. Na haar eindexamen aan de Middelbare School voor Meisjes (MSM) in Groningen en privé-lessen in wis-, natuur- en scheikunde, werd zij in 1890 aangenomen als een van de elf vrouwelijke studenten aan de Rijksuniversiteit Groningen (RuG). Hier behaalde zij haar MO-aktes natuur- en scheikunde, kosmografie, plant-, dier-, delfstof- en aardkunde.
Tammes werd begin 1897 aan de RuG benoemd tot assistente bij de hoogleraar botanie Jan Willem Moll. Door diens bemiddeling werd zij in 1898 uitgenodigd om een aantal maanden onderzoek doen in het laboratorium van de Amsterdamse hoogleraar plantkunde Hugo de Vries. Bij hem kwam zij in aanraking met vraagstukken van variabiliteit, evolutie en genetica.
Ze liep een aanstelling als assistent in het Phytopathologisch Laboratorium 'Willie Commelin Scholten' (WCS) in Amsterdam mis, omdat C.J. Sickesz, directeur-generaal voor Landbouw van het Ministerie van Binnenlandse Zaken, de functie ongeschikt achtte voor een vrouw.
In 1901 werd zij de eerste vrouw in Nederland die een Nederlandse nationale beurs won om onderzoek te verrichten in Java, en was een van de weinigen die een onderscheiding won zonder een doctoraaldiploma. Haar slechte gezondheid hield haar echter ervan om naar het verre Oosten te reizen. Daarop bood Moll haar een onderzoeksplaats aan op zijn laboratorium. Zij zou daar bijna 12 jaar werken en gedurende deze periode haar belangrijkste artikelen schrijven.
Op 5 juli 1911 verleende de Groningse senaat Tine Tammes een eredoctoraat in de plant- en dierkunde. Zij nam in april 1912, ter vervanging van Moll, de leiding over de praktische oefeningen in de microscopie op zich, en vanaf april 1914 als conservator. In 1919 werd Tammes, mede dankzij de hulp van Moll, benoemd tot buitengewoon hoogleraar in de leer der variabiliteit en erfelijkheidsleer en werd zij de opvolger van Moll. Zij was daarmee de eerste hoogleraar in dit onderzoeksgebied in Nederland, de eerste vrouwelijke hoogleraar in Groningen en de tweede vrouwelijke hoogleraar in Nederland, na Johanna Westerdijk.
Tammes was van 1932 tot 1943 redactrice van het tijdschrift Genetica en was daarnaast actief in de Nederlandse Vereniging van Vrouwen met Hogere Opleiding (VVAO) die in 1918 was opgericht. In 1937 besloot zij terug te treden als hoogleraar om meer tijd aan haar onderzoek te kunnen wijden. Tammes overleed in Groningen in 1947, ze werd begraven op begraafplaats Esserveld.
In 2001 heeft de Rijksuniversiteit Groningen de Jantina Tammes leerstoel voor genderstudies ingesteld. Ook is in Groningen een pand van de universiteit (bij de Oude Hortus) naar haar vernoemd: het Jantina Tammeshuis.

## Werk
In maart 1903 publiceerde Tammes "Die Periodicität morphologischer Erscheinungen bei den Pflanzen” (De periodiciteit van de morfologische verschijnselen in planten). Met deze publicatie deed ze als een van de eerste Nederlandse wetenschappers verslag over variabiliteit, evolutie en genetica.
Vervolgens publiceerde zij in 1904 het stuk: "Over den invloed van de voeding op de fluctueerende variabiliteit bij eenige planten". Hierin introduceerde zij de gevoeligheidscoëfficiënt, die zij ook in haar latere onderzoek en publicaties gebruikte.
Waarschijnlijk haar meest besproken werk publiceerde zij in 1907: "Der Flachsstengel: Eine statistisch-anatomische Monographie" (De Vlasstengel: Een statistisch-anatomische Monografie). Hierin toonde zij, geïnspireerd door haar contacten met de Groningse astronoom J.C. Kapteyn, door middel van statistiek en waarschijnlijkheden de multifactoriële erfelijkheid van genetische eigenschappen van vlas aan. Hierbij paste ze de Wetten van Mendel toe.